# Тим'яник
Тим'яник (мак. Тимјаник) — село у Північній Македонії, у складі общини Неготино Вардарського регіону.
Населення — 1155 осіб (перепис 2002) в 350 господарствах.

## Галерея

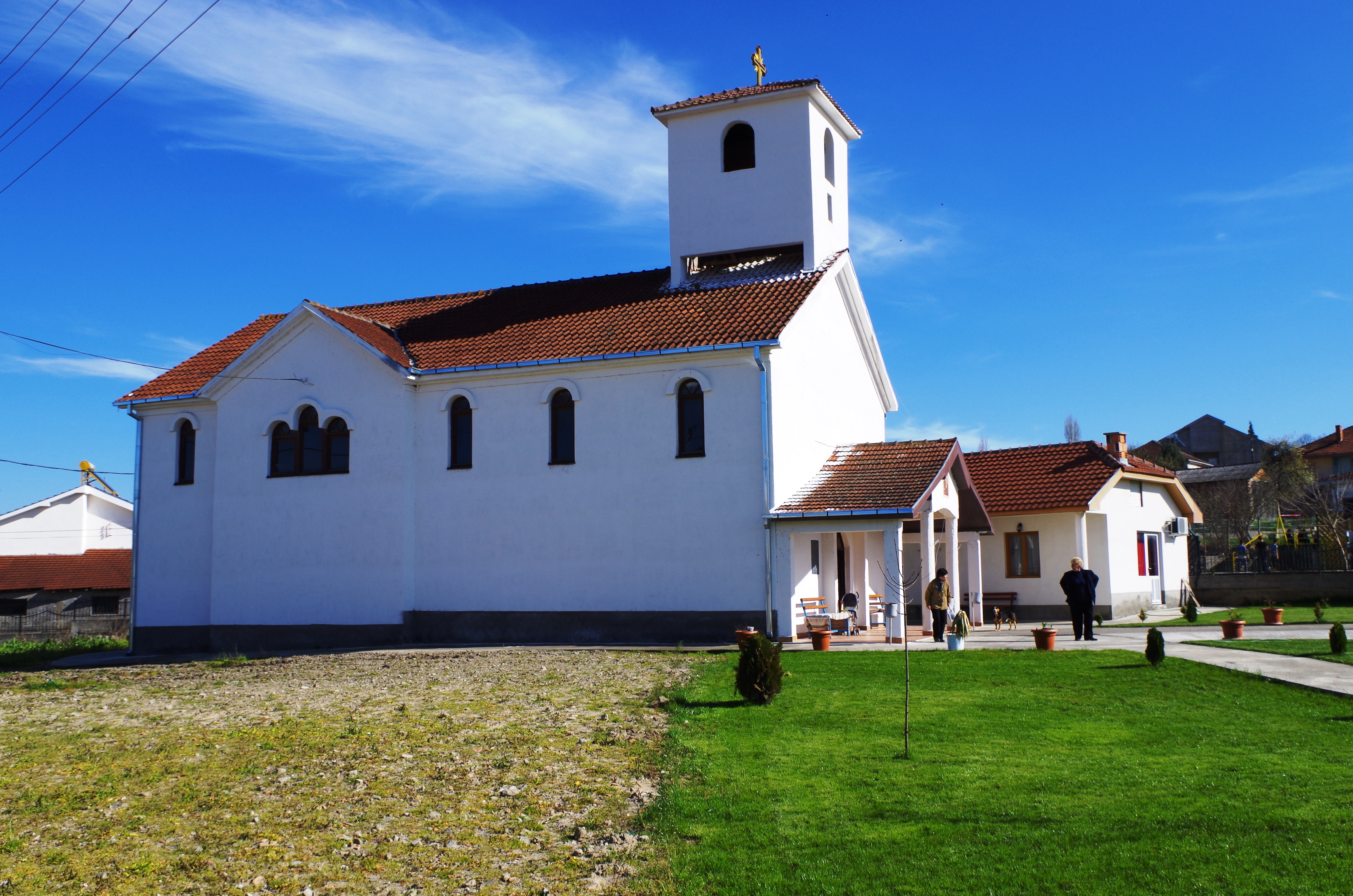
Церква Пресвятої Богородиці
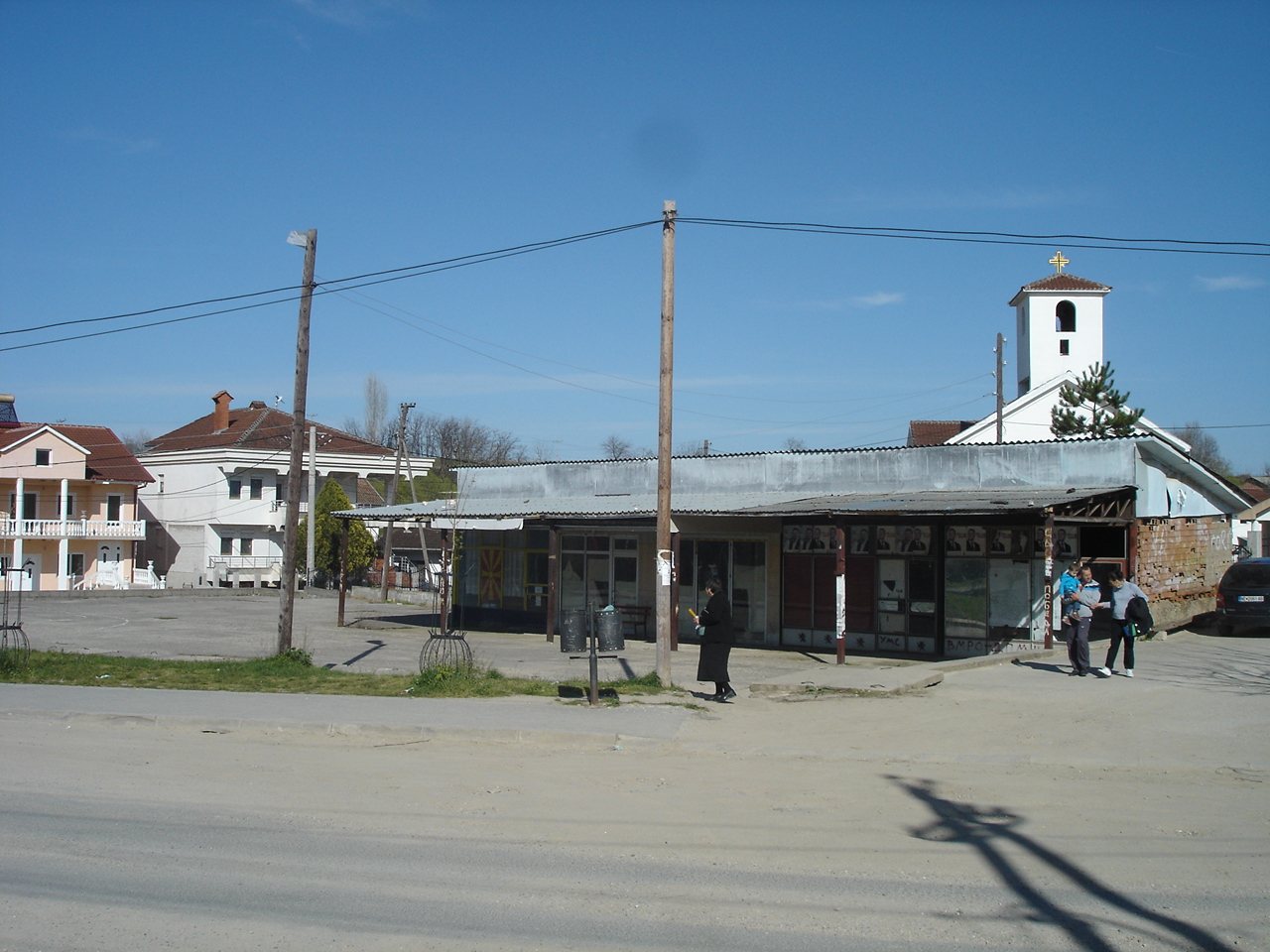
У центрі села
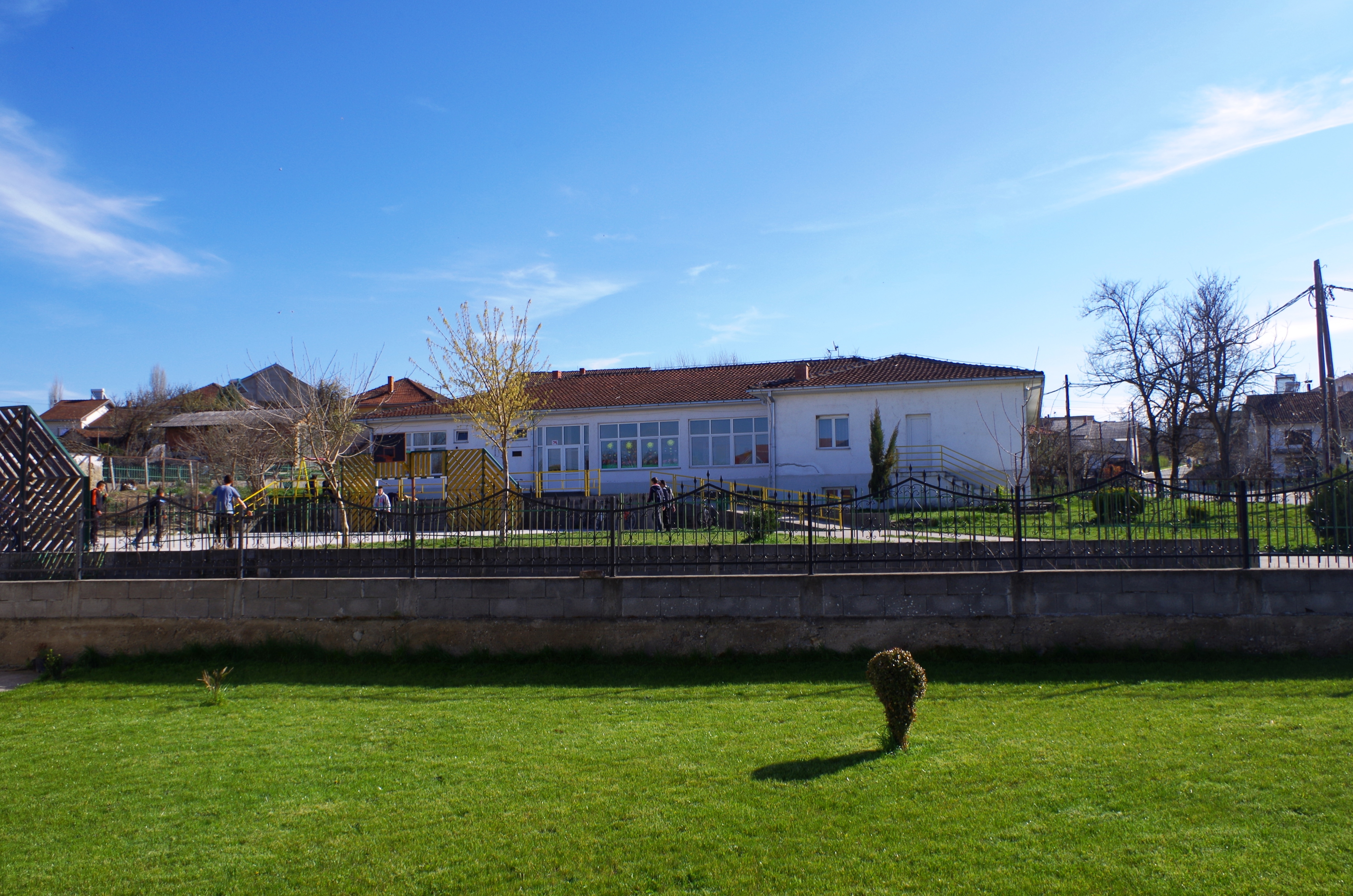
Школа